# جوزيف نايلز
جوزيف نايلز مواليد 01 أبريل 1917 في إنجلترا - الوفاة 12 أبريل 1994، كان لاعب كرة قدم بلجيكي يلعب كمهاجم. سبق له أن لعب في كأس العالم لكرة القدم مع منتخب بلاده.

## السيرة الذاتية
لعب كمهاجم مع نادي بيرخيم، واستدعي لكأس العالم عام 1938 في فرنسا، لكنه لم يلعب. إلا أنه لعب مباراتين وسجل هدفين في 1940 مع منتخب بلجيكا.

## إنجازات
- منتخب بلجيكا لكرة القدم في عام 1940 (2 كأس و2 أهداف)
- استدعي لمسابقة كأس العالم 1938 (لم يلعب)

## روابط خارجية
- جوزيف نايلز على موقع الاتحاد البلجيكي (الإنجليزية)
- جوزيف نايلز على موقع قاعدة بيانات كرة القدم.إي يو (الإنجليزية)
- جوزيف نايلز على موقع ناشيونال فوتبول تيمز (الإنجليزية)
- جوزيف نايلز على موقع Soccerway.com (الإنجليزية)
- جوزيف نايلز على موقع عالم كرة القدم.نت (الإنجليزية)